# Tomasz Zaliwski
Tomasz Zbigniew Zaliwski (* 15. Dezember 1929 in Rudziniec; † 13. Juli 2006 in Warschau) war ein polnischer Schauspieler.

## Leben
Tomasz Zaliwski wuchs im ostpolnischen Rudzieniec auf. 
Nach seinem Schulabschluss absolvierte er zunächst ein Mathematikstudium an der Adam-Mickiewicz-Universität Posen. 
Er absolvierte bis 1953 eine Schauspielausbildung in Warschau. Er trat an verschiedenen Theatern in zahlreichen Theaterstücken auf. Zaliwski trat von 1953 bis 2006 in mehr als 90 Film-und-Fernsehproduktionen als Schauspieler vor der Kamera auf.
Zaliwski war vom 14. Dezember 1963 bis zu seinem Tod mit der Schauspielerin Teresa Lipowska verheiratet, mit der er einen Sohn hatte. Er starb am 13. Juli 2006 im Alter von 76 Jahren.

## Filmografie (Auswahl)
- 1977: Śmierć prezydenta
- 1978: In der Stille der Nacht
- 1986: Der goldene Zug